# دويدية سابانية
دويدية سابانية (الاسم العلمي:Demodex sabani ) هي نوع من الحيوانات تتبع جنس الدويدية من فصيلة الدويديات.